# Nowa Wieś (gromada w powiecie biłgorajskim)
Nowa Wieś (od 1 I 1959 Krzeszów Górny) – dawna gromada, czyli najmniejsza jednostka podziału terytorialnego Polskiej Rzeczypospolitej Ludowej w latach 1954–1972.
Gromady, z gromadzkimi radami narodowymi (GRN) jako organami władzy najniższego stopnia na wsi, funkcjonowały od reformy reorganizującej administrację wiejską przeprowadzonej jesienią 1954 do momentu ich zniesienia z dniem 1 stycznia 1973, tym samym wypierając organizację gminną w latach 1954–1972.
Gromadę Nowa Wieś z siedzibą GRN w Nowej Wsi utworzono – jako jedną z 8759 gromad na obszarze Polski – w powiecie biłgorajskim w woj. lubelskim na mocy uchwały nr 6 WRN w Lublinie z dnia 5 października 1954. W skład jednostki weszły obszary dotychczasowych gromad Jasiennik Stary, Krzeszów Górny i Nowa Wieś oraz miejscowość Podolszynka Plebańska z dotychczasowej gromady Podolszynka Plebańska ze zniesionej gminy Krzeszów w tymże powiecie. Dla gromady ustalono 18 członków gromadzkiej rady narodowej.
Gromadę zniesiono 1 stycznia 1959 w związku z przeniesieniem siedziby GRN z Nowej Wsi do Krzeszowa Górnego i zmianą nazwy jednostki na gromada Krzeszów Górny.